# Neue Bekannte
Neue Bekannte ist ein Album des Sängers und Liedermachers Hannes Wader aus dem Jahre 2007. Es umfasst zwanzig neu eingespielte Titel älterer Alben.

## Entstehungsgeschichte
Hannes Wader hatte schon länger geplant, einige ältere Titel neu einzusingen. Dass die Firma Universal, die die Rechte an etwa der Hälfte der Werke Hannes Waders besitzt, ältere Alben hat einstampfen lassen, war ein weiterer Ansporn, nicht mehr auf CD erhältliche Lieder neu zu vertonen und zum Teil mit etwas veränderten Texten zu versehen.

## Titelliste
1. Mit Eva auf dem Eis – 3:06
2. Abschied – 3:27
3. Traumtänzer – 3:39
4. Min Jehann – 2:44
5. Cappuccino 2 – 3:20
6. Folgenlos – 4:52
7. Rosen im Dezember – 2:44
8. Hafenmond – 4:35
9. König von Preussen – 3:46
10. Die Moorsoldaten – 3:59
11. Mamita mia – 2:50
12. Uns bleibt keine Wahl – 2:40
13. Wilde Schwäne – 3:30
14. Die Möwe – 3:45
15. Der Zimmermann – 3:49
16. Es ist schon viele Jahre her – 2:31
17. Recontre – 3:07
18. Im Januar – 3:35
19. Eine, die du nicht kennst – 6:03
20. Schön ist das Alter – 4:12